# North Sunderland
North Sunderland är en ort och civil parish i Storbritannien.   Den ligger i grevskapet och kommunen Northumberland i riksdelen England, i den centrala delen av landet, 500 km norr om huvudstaden London. North Sunderland ligger 20 meter över havet och antalet invånare är 1 843.
Terrängen runt North Sunderland är platt. Havet är nära North Sunderland åt nordost. Runt North Sunderland är det ganska glesbefolkat, med 25 invånare per kvadratkilometer. Närmaste större samhälle är Alnwick, 18,4 km söder om North Sunderland. Trakten runt North Sunderland består i huvudsak av gräsmarker.